# High Life
High Life je devetnajsti studijski album ameriškega jazzovskega saksofonista Waynea Shorterja, ki je izšel leta 1995 pri založbi Verve Records.

## Vsebina
To je bil prvi album Shorterja po sedmih letih in njegov debitantski album, ki je izšel pri založbi Verve Records. High Life se odmika od jazz fusion albumov, ki jih je Shorter snemal po odhodu iz skupine Weather Report. Kompozicije so videti bolj zapletene od njegovih prejšnjih, uporaba sintetiziranih instrumentov pa bolj subtilna.
Album je produciral bas kitarist Marcus Miller, klaviaturist Rachel Z pa je k albumu prispeval orkestracijo. Kot dodatek k električnim instrumentom je bil dodan 30-članski orkester. Na albumu je Shorter igral sopranski, altovski, tenorski in baritonski saksofon. Shorter je tudi napisal in aranžiral vse kompozicije na albumu.
Zadnja skladba, »Black Swan«, je bila posvečena Susan Portlynn Romeo.
Album je leta 1996 prejel grammyja za najboljši sodobni jazzovski album.

## Seznam skladb
Avtor vseh skladb je Wayne Shorter
| Št. | Naslov                                           | Dolžina |
| --- | ------------------------------------------------ | ------- |
| 1.  | „Children of the Night‟                          | 7:23    |
| 2.  | „At the Fair‟                                    | 7:29    |
| 3.  | „Maya‟                                           | 5:12    |
| 4.  | „On the Milky Way Express‟                       | 5:35    |
| 5.  | „Pandora Awakened‟                               | 6:20    |
| 6.  | „Virgo Rising‟                                   | 6:46    |
| 7.  | „High Life‟                                      | 6:28    |
| 8.  | „Midnight in Carlotta's Hair‟                    | 5:54    |
| 9.  | „Black Swan (In Memory of Susan Portlynn Romeo)‟ | 2:04    |

## Glasbeniki
- Wayne Shorter – tenorski saksofon, sopranski saksofon, altovski saksofon, baritonski saksofon
- Rachel Z – klavir, sintetizatorji, oblikovanje zvoka, sekvencer
- David Gilmore – električna kitara
- Marcus Miller – bas kitara, bas klarinet, programiranje ritma
- Will Calhoun – bobni
- Terri Lyne Carrington – bobni (8)
- Lenny Castro – tolkala
- Airto Moreira – tolkala
- Munyungo Jackson  – tolkala (8)
- Kevin Ricard – tolkala (8)
- David Ward – dodatno oblikovanje zvoka